# Серва, Жиль
Жиль Серва́ (фр. Gilles Servat; род. 1 февраля 1945 в Тарбе) — бретонский музыкант-гитарист и поэт, певец, автор-исполнитель
, защитник бретонской культуры и языка. Известен песней «Белый Горностай» (фр. La blanche hermine), которая стала неофициальным гимном Бретани. Участник проекта Дана Ар Браза «L’Heritage des Celtes» (Наследие Кельтов), писатель-фантаст, возрождающий кельтскую эпопею.

## Биография

### Ранние годы
Жиль Серва родился в Верхних Пиренеях, его отец родом из Нанта, а мать из Круазика. Его прадед из Арьежа был дрессировщиком медведей. Семья переехала в Нант через три месяца после рождения Жиля, позже обосновалась в Шоле. Жиль Серва провёл в этом городе всё детство и юность. Его окружала музыка Жоржа Брассенса и Лео Ферре, повлиявшая на него. После окончания лицея в Шоле, он поступает в школу изящных искусств в Анжере. Учится скульптуре, живописи, рисунку и гравюре. Но из-за взятого школой курса на концептуальное искусство, вынужден отчислиться в середине обучения. Он проводит четыре года в Анжере, два года в Париже, где работает несколько месяцев в агентстве телерадиовещания Франции.
Он начинает писать песни в 1967. В мае 1968 он открывает для себя политические проблемы бретонцев, особенно благодаря знакомству с жителем о. Гроа Сержем Бианом, встреченным в Анжере. Личное знакомство Серва с Бретанью произошло на острове Гроа. Он выступает там всё лето, знакомится с бретонцами, читает книгу Яна-Бера Каллоха «Ar en deulin» и находит свои корни. В кафе «Chez Pouzoulic» он впервые встречает барда Гленмора. С приближением осени, «Жиль с Гроа» возвращается в Париж. Он уже постоянно выступает на Монпарнасе в «La Ville De Guingamp». В течение более двух лет выступает в «Ti-Jos», месте встречи парижских бретонцев. Там Серва впервые поёт «La blanche hermine» в 1970-м. Он начинает учить бретонский язык в обществе «Ker Vreizh». Оставив место служащего в ПTT (Почта Франции), он полностью уходит в музыку, привлечённый на этот путь и знакомством с Аланом Стивеллом. В то же время Серва становится членом бретонского Братства Друидов (fr:Gorsedd de Bretagne). В 1972 г. он поселяется в Нанте.

### Творчество

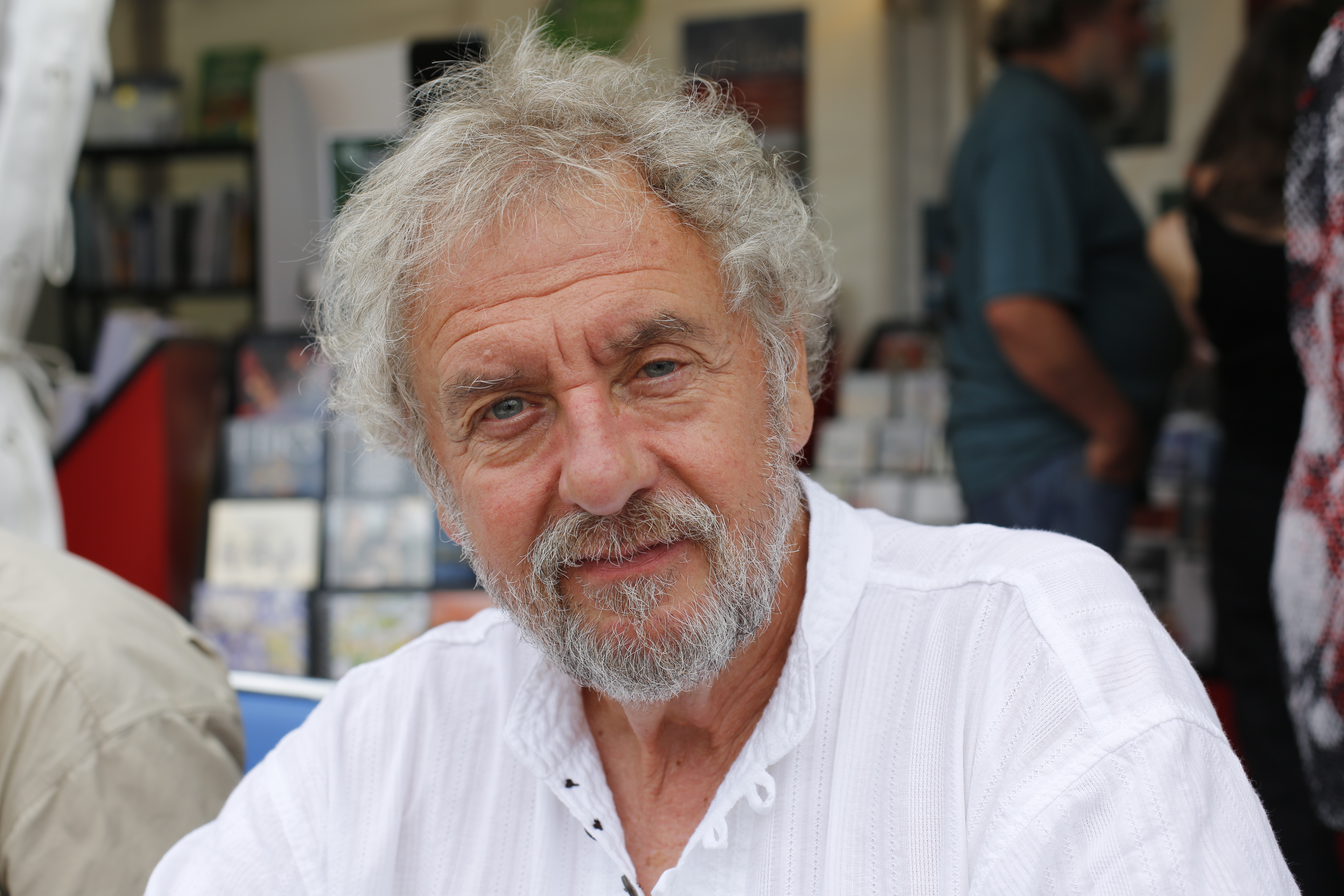
Жиль Серва на фестивале Интеркельтика в Лорьяне, 2013

В 1972-м Жиль Серва выпускает свой первый альбом «La Blanche Hermine», одноимённая песня с него стала неофициальным гимном Бретани и самой известной бретонской протестной песней. Она написана от лица человека, который разрывается между любовью к жене и борьбой за освобождение страны.
На волне успеха «La Blanche Hermine», выход альбомов становится регулярным. Параллельно Серва посвящает много времени концертам во Франции и за границей. В 1973-м он представляет в программе «Музыкорама в Олимпии» на канале «Европа 1» альбом «Ki du». Одна из песен написана на бретонском на стихи Яна-Бера Пириу. В июне 1974 выходит «L’Hirondelle», на котором представлены две песни с первыми стихами на бретонском, написанными самим Серва (в их числе гверз на смерть Виктора Хары). В 1975 выходит альбом «La Liberte brille dans la nuit», в следующем году — «Le Pouvoir des mots», одна сторона которого на бретонском, другая — на французском. В 1977-м выходит «Chantez la vie, l’amour et la mort», на этом альбоме Серва обращается к мотивам народных танцев и кан-а-дискану.
«L’Or et le Cuivre» выходит в 1979-м, в следующем году Серва записывает альбом на стихи бретонского поэта Рене Ги Каду — «Hommage a Rene Guy Cadou». В начале 80х Серва отходит от политики, выйдя из UDB (Бретонский Демократический Союз) и начинает писать песни менее ангажированные и более созерцательные. В 1981-м он выпускает концертный альбом, в 1982-м «Je ne hurlerai pas avec les loups», который завершается одноимённой песней-поэмой. В 1984 и 1985 Серва участвует в представлениях «Театра Химеры» Мишеля Экоффара, выпускает в 1985-м записанный вживую альбом «La douleur d’aimer». Вышедший в 1988 альбом «Mad in Serenite» получил гран-при Академии Шарля Кро и премию Регионального Совета Бретани. В 1992 м выходит «Le Fleuve», альбом с музыкой к спектаклю, представленному на реннском фестивале «Tombees de la nuit». В 1993 году выходит «L’albatros fou», совместный альбом с группой An Triskell.
В 1993-м Серва присоединяется к Дану Ар Бразу для участия в проекте «Heritage des Celtes», задачей которого было представить богатство кельтской музыки во всём разнообразии. В проекте участвуют Элен Морган, Ноллэйг Кейси, Карен Матесон (вокалистка группы Capercaillie), Ян-Фанш Кеменер, Дональд Шоу. Выходят альбомы проекта: «Heritage des Celtes» 1994, «En concert» 1995, «Finisterres» 1997, «Zenith» 1998. Серва выступает на концерте «Bretagnes a Bercy» вместе с другими музыкантами из «L’Heritage», Armens, Стивеллом, Tri Yann.
В 1994-м выходит альбом «Les albums de la jeunesse» с перезаписями старых песен и несколькими новыми.
В 1995-м выходит альбом «A-raok mont kuit», на котором записаны три песни на стихи Анжелы Дюваль, а в следующем году — «Sur les quais de Dublin», для записи которого были приглашены Ронни Дрю(The Dubliners), Энди Ирвин, Рита Конолли, Bagad Ronsed Mor de Locoal-Mendon. «Touche pas a la blanche hermine» — концертный альбом 1998 года. Песне «La blanche hermine» предшествует декламация текста «Touche pas…», жёсткая отповедь активистам из «Front National»(Национальный Фронт) которые использовали его песню на своих собраниях. В конце 1999 Серва записывает в Дублине альбом «Comme je voudrai !», который выходит в 2000-м. Он содержит песни на стихи, написанные во время пребывания Серва в Ирландии. Песню «Erika»(Эрика) он написал после крушения танкера «Эрика», залившего нефтью побережья Бретани в декабре 1999. В июле 1999 он выступает на «Le festival Des Vieilles Charrues» вместе с Bagad Ronsed Mor de Locoal-Mendon.
В 2001-м он пишет специальную вещь для этого фестиваля, названную «Bretagne, nous te ferons». В 2003-м в Сен-Мало Серва получает Орден Горностая, которым награждают за заслуги перед Бретанью. 19 мая 2005 выходит альбом «Sous le ciel de cuivre et d’eau». Особо выделяется на нём песня «Le General des Binious», посвящённая памяти Полига Монжарре, основателя общества музыки багадов «fr:Bodadeg ar Sonerion»
В 2006-м к 35-летию карьеры Серва выпускает сборник на двух СД с 35-ю песнями, выбранными поклонниками. 12 ноября он даёт юбилейный концерт на сцене Олимпии, в сопровождении Нольвенн Корбель и вокального ансамбля Bout du Monde.
В 2009-м Жиль Серва свидетельствует в поддержку шести молодых активистов за воссоединение Бретани, обвинённых в гражданском неповиновении. В 2011-м выпускает новый студийный альбом «Ailes et iles». В 2013-м вместе с музыкантами брестской группы Les Goristes записывает альбом «C’est ca qu’on aime vivre avec».

## Дискография

### Студийные альбомы
- 1972 : La Blanche Hermine
- 1973 : Ki Du
- 1974 : L’Hirondelle
- 1975 : La Liberte brille dans la nuit
- 1976 : Le Pouvoir des mots
- 1977 : Chantez la vie, l’amour et la mort
- 1979 : L’Or et le Cuivre
- 1980 : Hommage a Rene Guy Cadou
- 1982 : Je ne hurlerai pas avec les loups
- 1985 : La Douleur d’aimer
- 1988 : Mad in Serenite
- 1992 : Le Fleuve
- 1993 : L’Albatros fou
- 1994 : Les Albums de la Jeunesse
- 1994 : A-raok mont kuit
- 1996 : Sur les quais de Dublin
- 2000 : Comme je voudrai !
- 2005 : Sous le ciel de cuivre et d’eau
- 2011 : Ailes et iles
- 2013 : C’est ca qu’on aime vivre avec

### 45 оборотов
- 1971 : Gilles Servat
- 1972 : Lo Pais
- 1973 : Kalondour
- 1982 : Gros-Plant et Muscadet

### Концертные альбомы
- 1981 : Gilles Servat en public
- 1998 : Touche pas a la blanche hermine
- 1988 : Rochambeau 88
- 2006 : Je vous emporte dans mon coeur

### Сборники
- 1973 : Bretagne d’aujourd’hui
- 1982 : 15 ans de chansons
- 1996 : Litanies pour l’an 2000
- 2003 : Escales
- 2010 : Best of Gilles Servat : 40 ans de succes

## Работы с Даном Ар Бразом и «Heritage des celtes»
- 1994 : Heritage des Celtes
- 1995 : En Concert
- 1997 : Finisterres
- 1998 : Zenith
- 1999 : Bretagnes a Bercy
- 2003 : Nuit celtique 2002
- 2014 : Celebration d’un heritage

## Литературное творчество

### Научная фантастика
- La naissance d’Arcturus 1986
- Les chroniques d’Arcturus

1. Skinn Mac Dana 1995
2. La Navigation de Myrdhinn 1996
3. Arcturus 1997
4. Les Ssahanis 2000
5. Le Dixieme Jour de Branvode 2003
6. La Lance de Lughern 2007
7. Le Monde-aux-jumeaux 2013

## Фильмография
- 1973 Играет самого себя в фильме Жерара Герена «Lo Pais»
- 1974 Играет в фильме Рене Вотье и Николь Ле Гарре «La Folle de Toujane ou comment on devient un ennemi de l’interieur»
- 1975 Играет в фильме Алена Обера «Quatre journees d’un partisan»
- 2014 Документальный фильм Симона Ле Петре «Libre propos d’un homme sensible»